# 1923 في نيوزيلندا
فيما يلي قوائم الأحداث التي وقعت خلال عام 1923 في نيوزيلندا.

## سياسة

### تعيين في المنصب
- 13 يناير – فرنسيس بيل وزير العدل [الإنجليزية]‏.
- 27 يونيو – جيمس بار وزير العدل [الإنجليزية]‏.

### انتهاء فترة المنصب
- 13 يناير – إرنست لي وزير العدل [الإنجليزية]‏.
- 27 يونيو – فرنسيس بيل وزير العدل [الإنجليزية]‏.

## رياضة
- 1 يناير – كأس نيوزيلندا 1923 الفائز Seacliff AFC [الإنجليزية]‏.

## مواليد

### يناير
- 1 يناير – أولغا سترينغفيلو كاتبة نيوزيلندية.
- 1 يناير – ديك سكوت
- 6 يناير – نورمان كيرك

### مارس
- 2 مارس – دون تايلور لاعب كركيت نيوزيلندي.

### أبريل
- 7 أبريل – راسيل ستون مؤرخ نيوزيلندي.
- 16 أبريل – توماس فريمان لاعب كريكت نيوزلندي.
- 26 أبريل – هارولد نيلسون عداء مسافات طويلة نيوزيلندي.

### يونيو
- 30 يونيو – ملفين داي فنان نيوزيلندي.

### يوليو
- 13 يوليو – ماكس لويس لاعب كريكت نيوزلندي.
- 14 يوليو – كولن شامبرز سباح نيوزيلندي.

### أغسطس
- 15 أغسطس – نورمان جونز سياسي نيوزيلندي.

### سبتمبر
- 9 سبتمبر – ديه كريستيان لاعب اتحاد رغبي نيوزيلندي.

### أكتوبر
- 4 أكتوبر – لاكلان غرانت
- 15 أكتوبر – جيم ماكورميك
- 29 أكتوبر – إدوارد ثورن

### نوفمبر
- 4 نوفمبر – جوان هاتشر لاعبة كركيت نيوزيلندية.
- 5 نوفمبر – فريدريك ستانلي لاعب كريكت نيوزلندي.
- 10 نوفمبر – برايان أشبي قس نيوزيلندي.
- 17 نوفمبر – بيرت ساتكليف لاعب كركيت نيوزيلندي.
- 22 نوفمبر – جاي دولمان ممثل نيوزيلندي.

### ديسمبر
- 20 ديسمبر – آرثر ميلز

## وفيات

### يناير
- 9 يناير – كاثرين مانسفيلد (مواليد 1888) مؤلفة نيوزلندية.

### فبراير
- 6 فبراير – ويليام توماس جينينغز (مواليد 1854) سياسي نيوزيلندي.